# Torneio Mercosul de 1996
O Torneio Mercosul de 1996 foi a segunda edição do torneio amistoso, disputada entre os clubes: Internacional (Brasil), San Lorenzo (Argentina) e Universidad Católica (Chile).
O Internacional sagrou-se campeão do Torneio Mercosul ao vencer o Universidad Católica (Chile) pelo placar de 4x1.

## Tabela

### Turno
| 21 de julho de 1996 | San Lorenzo | 0 – 1     | Internacional | El Nuevo Gasómetro, Buenos Aires (Argentina) Público: 3.000 Árbitro: Horacio Elizondo Auxiliares: |
|                     |             | Relatório | Fabinho 5'    |                                                                                                   |

- Internacional: André; Edinho, Márcio Dias, Gamarra e Vinícius; Fernando, Marcelo Rosa (Celso Vieira) e Yan; Paulo Isidoro (Arílson, depois Ferreira), Fabinho e Leandro Machado. Tecnico: Nelsinho Baptista.

| 23 de julho de 1996 | Universidad Católica | 0 – 2 | Internacional                           | San Carlos de Apoquindo, Las Condes (Chile) Público: 2.025 Árbitro: Luiz Peña Auxiliares: |
|                     |                      |       | Leandro Machado 21' · Paulo Isidoro 88' |                                                                                           |

- Internacional: André; Edinho, Márcio Dias, Gamarra e Vinícius; Fernando, Marcelo Rosa (Celso Vieira) e Yan (Arílson); Paulo Isidoro, Fabinho e Leandro Machado (Paulinho Diniz). Tecnico: Nelsinho Baptista.

| 30 de julho de 1996 | San Lorenzo | 0 – 2 | Universidad Católica    | El Nuevo Gasómetro, Buenos Aires (Argentina) Público: Árbitro: Renato Marsiglia Auxiliares: |
|                     |             |       | Alejandro Kenig 35' 89' |                                                                                             |

- San Lorenzo: Oscar Passet; Héctor Almandoz e Damián Manusovich; Mario Escudero, Fernando Galetto e Oscar Ruggeri; Carlos Javier Netto, Roberto Monserrat, Esteban González, Claudio Rivadero e Arbarello. Tecnico: Héctor Rodolfo Veira.
- Universidad Católica: Nelson Tapia; Daniel López e Jorge Vargas; Espinoza, Salinas e Miguel Ardiman; Marcelo Barticciotto, Ricardo Lunari, Caro, Alejandro Kenig e Mario Lepe. Tecnico: Manuel Pellegrini.

### Returno
| 27 de julho de 1996 | Internacional                         | 3 – 0 | San Lorenzo | Beira-Rio, Porto Alegre (RS) Público: 7.747 Árbitro: Carlos Eugênio Simon Auxiliares: |
|                     | Fabinho 14' 40' · Leandro Machado 86' |       |             |                                                                                       |

- Internacional: André; Edinho, Márcio Dias (Régis), Gamarra e Cleomir; Fernando, Marcelo Rosa (Ânderson) e Yan (Arílson); Paulo Isidoro, Fabinho (Paulinho Diniz) e Leandro Machado. Tecnico: Nelsinho Baptista.

| 7 de agosto de 1996 | Internacional                                            | 4 – 1 | Universidad Católica | Beira-Rio, Porto Alegre (RS) Público: 1.616 Árbitro: Alexandre Barreto Auxiliares: |
|                     | Tonhão 22' · Paulo Isidoro 66' · Leandro Machado 69' 74' |       | Gol marcado          |                                                                                    |

- Internacional: André; Edinho (César Prates), Tonhão, Gamarra e Cleomir; Fernando (Celso Vieira), Enciso (Paulo Isidoro) e Yan; Arílson, Fabinho e Leandro Machado. Tecnico: Nelsinho Baptista.

|  | Universidad Católica | –* | San Lorenzo | San Carlos de Apoquindo, Las Condes (Chile) Público: Árbitro: Auxiliares: |
|  |                      |    |             |                                                                           |

* Partida cancelada.

## Classificação Final
| Classificação Final | Classificação Final  | Classificação Final | Classificação Final | Classificação Final | Classificação Final | Classificação Final | Classificação Final | Classificação Final | Classificação Final | Classificação Final |
| Times               | Times                | Pts                 | J                   | V                   | E                   | D                   | GP                  | GC                  | SG                  |                     |
| ------------------- | -------------------- | ------------------- | ------------------- | ------------------- | ------------------- | ------------------- | ------------------- | ------------------- | ------------------- | ------------------- |
| 1                   | Internacional        | 12                  | 4                   | 4                   | 0                   | 0                   | 10                  | 1                   | +9                  |                     |
| 2                   | Universidad Católica | 3                   | 3                   | 1                   | 0                   | 2                   | 3                   | 6                   | -3                  |                     |
| 3                   | San Lorenzo          | 0                   | 3                   | 0                   | 0                   | 3                   | 0                   | 6                   | -6                  |                     |

## Campeão
| Torneio Mercosul 1996           |
| ------------------------------- |
| Internacional Campeão 1º título |